# Lehtosaari (ö i Södra Savolax, Nyslott, lat 61,70, long 28,52)
Lehtosaari är en ö i Finland. Den ligger i sjön Pihlajavesi och i kommunen Sulkava i den ekonomiska regionen  Nyslotts ekonomiska region  och landskapet Södra Savolax, i den södra delen av landet, 250 km nordost om huvudstaden Helsingfors. Öns area är 1 hektar och dess största längd är 140 meter i nord-sydlig riktning.